# Vejlekredsen
Vejlekredsen var indtil 2007 en valgkreds (eller opstillingskreds) i Vejle Amtskreds. Den blev afløst af Vejle Sydkredsen og Vejle Nordkredsen.
Den 8. februar 2005 var der 45.777 stemmeberettigede vælgere i kredsen.
Kredsen rummede flg. kommuner og valgsteder::
1. Jelling Kommune
  1. Hvejsel
  2. Jelling
  3. Kollerup-Vindelev
2. Vejle Kommune
  1. A S V, Vejle Voksenskolen
  2. Engum Skole
  3. Grejsdalshallen
  4. Hældagerhallen
  5. Idrættens Hus
  6. Langelinie Skole
  7. Løget Kirke
  8. Multihuset Højen
  9. Mølholmhallen
  10. Nørremarksskolen
  11. Petersmindeskolen
  12. Skibet Skole
  13. Vindinghallen